# Incertitude de mesure

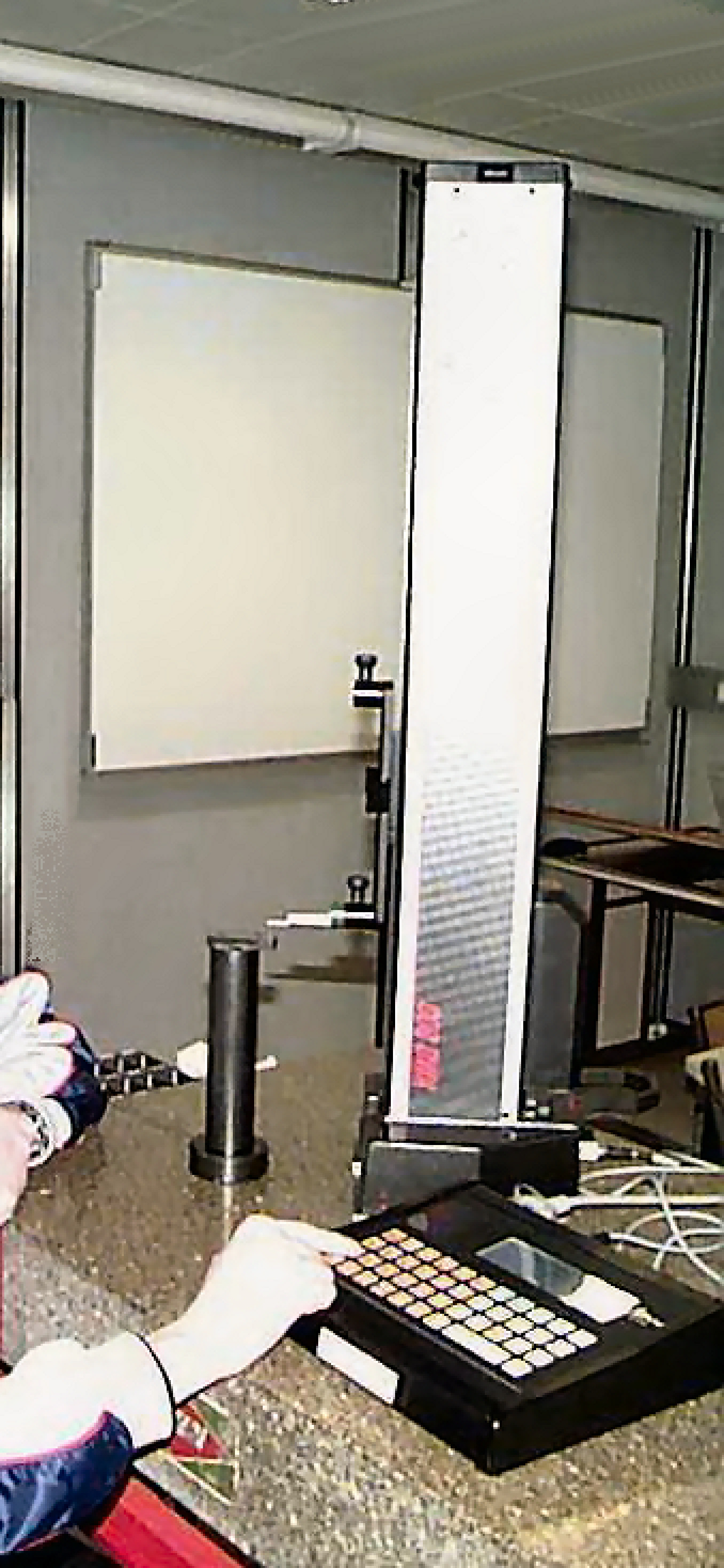
Mesurage avec une colonne de mesure.

En métrologie, une incertitude de mesure liée à un mesurage « caractérise la dispersion des valeurs attribuées à un mesurande, à partir des informations utilisées » (d'après le Bureau international des poids et mesures).
Elle est considérée comme une dispersion et fait appel à des notions de statistique. Les causes de cette dispersion, liées à différents facteurs, influent sur le résultat de mesurage, donc sur l'incertitude et in fine sur la qualité de la mesure. Elle comprend de nombreuses composantes qui sont évaluées de deux façons différentes : certaines par une analyse statistique, d'autres par d'autres moyens.

## Définition
L'incertitude de mesure est définie par le Bureau international des poids et mesures (BIPM) dans Vocabulaire international de métrologie (VIM), : elle « caractérise la dispersion des valeurs attribuées à un mesurande, à partir des informations utilisées ».
La méthode de détermination de l'incertitude de mesure fait l'objet d'un fascicule métrologique du BIPM intitulé Guide pour l'expression de l'incertitude de mesure (GUM). Dans ce guide on retrouve la définition sous une forme plus ancienne datant de 1993 :

« paramètre, associé au résultat d'un mesurage, qui caractérise la dispersion des valeurs « qui pourraient
raisonnablement » être attribuées au mesurande »

Le paramètre peut être, par exemple, un écart-type.

## Approche statistique
Dans le cas de mesurages comportant plusieurs mesures individuelles, on peut appliquer les lois de la statistique à ces mesurages.
La dispersion d'un ensemble de mesures sur une grandeur peut se caractériser par l'estimateur de son écart-type, dit aussi écart-type expérimental :
Lorsque cette dispersion sur n mesures est déterminée elle caractérisera alors toute mesure ultérieure :
- si, plus tard, on effectue un mesurage de la grandeur considérée ne comprenant qu'une seule mesure, le résultat de cette mesure individuelle est la valeur mesurée avec l'écart-type initial s ;
- pour n mesures individuelles, la dispersion des mesures sur la moyenne se caractérise par l'estimateur de l'écart-type de la moyenne :

L'incertitude (uncertainty) étant un paramètre qui caractérise la dispersion, on utilisera des notations statistiques classiques : écart-type, écart-type composé (pour différentes composantes) et étendue de dispersion pour un nombre arbitraire d'écarts-types de 2.
| Incertitude type                   | {\displaystyle u(x)}                                       |
| Incertitude type A                 | {\displaystyle u(a)}                                       |
| Incertitude type A sur une moyenne | {\displaystyle u(a)_{\bar {x}}={\frac {u(a)}{\sqrt {n}}}}  |
| Incertitude type A & B composée    | {\displaystyle u_{c}(y)={\sqrt {(u_{a})^{2}+(u_{b})^{2}}}} |
| Facteur d'élargissement            | {\displaystyle k=2}                                        |
| Incertitude élargie                | {\displaystyle U=ku_{c}(y)}                                |
| Résultat de mesurage               | {\displaystyle Y=y\pm U} {\displaystyle (k=2)}             |

Le plus souvent, la distribution de la dispersion n'est pas identifiée, elle peut avoir différentes formes ; donc, pour k = 2 on ne peut pas dire qu'on a un risque d'environ 5 %, ou un intervalle de confiance de 95 % comme dans une population gaussienne. Néanmoins on montre que pour une distribution quelconque, le risque ne sera jamais supérieur à 25 % (par l'inégalité de Bienaymé-Tchebychev) ; ce qui montre l'humilité des termes de la définition du GUM : « dispersion des valeurs qui pourraient raisonnablement être attribuées… ».

## Causes d'incertitudes
Les causes de la dispersion, due à l'influence des différents facteurs du processus de mesure, interviennent dans le résultat de mesurage, donc sur l'incertitude ; il est bon de les rechercher pour en différencier les effets.
| Facteurs                  | Causes possibles d'incertitude                   |
| ------------------------- | ------------------------------------------------ |
| 1 - Étalon                | Écart entre la valeur vraie et la valeur mesurée |
| 1 - Étalon                | Incertitude sur la mesure de l'étalon…           |
| 2 - Instrument            | Étalonnage de l'instrument                       |
| 2 - Instrument            | Incertitude associée                             |
| 2 - Instrument            | Pression de contact…                             |
| 3 - Mesurande             | Défauts géométriques                             |
| 3 - Mesurande             | Déformation pièce…                               |
| 4 - Opérateur             | Manipulation                                     |
| 4 - Opérateur             | Lecture                                          |
| 4 - Opérateur             | Mise en place étalon et pièce…                   |
| 5 - Méthode               | Suivi de la procédure                            |
| 5 - Méthode               | Lecture…                                         |
| 6 - Grandeurs d'influence | Température ambiante                             |
| 6 - Grandeurs d'influence | Coefficient de dilatation, vibrations…           |

Ces différentes causes pourraient aussi bien être présentées sous forme de diagramme causes-effet avec les « 5 M » : Matière (pièce), Moyen de mesure à la place de Machine, Main d'œuvre, Méthode, Milieu ; la finalité de l'analyse est de ne pas oublier de facteurs influents dans le calcul de l'incertitude.

## Composantes
« L'incertitude de mesure comprend en général de nombreuses composantes :
- certaines peuvent être évaluées par une évaluation de type A de l'incertitude à partir de la distribution statistique des valeurs provenant de séries de mesurages et peuvent être caractérisées par des écarts-types ;
- les autres composantes, qui peuvent être évaluées par une évaluation de type B de l'incertitude, peuvent aussi être caractérisées par des écarts-types, évalués à partir de fonctions de densité de probabilité fondées sur l'expérience ou d'autres informations[5]. »

### Évaluation de type A de l'incertitude
On désigne par type A une « évaluation d'une composante de l'incertitude de mesure par une analyse statistique des valeurs mesurées obtenues dans des conditions définies de mesurage. »
Divers types de conditions :
- condition de répétabilité : condition de mesurage comprenant la même procédure de mesure, les mêmes opérateurs, le même système de mesure, les mêmes conditions de fonctionnement et le même lieu, ainsi que des mesurages répétés sur le même objet ou des objets similaires pendant une courte période de temps ;
- condition de reproductibilité : condition de mesurage comprenant le même objet ou des objets similaires[7].

#### Exemples
Exemple 1 — Répétabilité (même opérateur, même instrument, même lieu, même étalon) extraite d'un étalonnage d'un micromètre suivant procédure le concernant ; on mesure cinq fois une cale étalon de 25 mm ; le nombre de mesures individuelles est réduit pour l'exemple.
| Mesure                                 | Relevé                                 | Écart à 25 en μm |
| -------------------------------------- | -------------------------------------- | ---------------- |
| Mesure no 1                            | 25,007                                 | 7                |
| Mesure no 2                            | 25,010                                 | 10               |
| Mesure no 3                            | 25,008                                 | 8                |
| Mesure no 4                            | 25,011                                 | 11               |
| Mesure no 5                            | 25,008                                 | 8                |
| Écart-type estimé uA (pour une mesure) | Écart-type estimé uA (pour une mesure) | 1,65 μm          |

Exemple 2 — Répétabilité et reproductibilité R & R simultanées dans un processus industriel
- R & R d'un moyen de mesure, méthode.
- R & R d'un moyen de mesure, exemple.

### Évaluation de type B de l'incertitude
On désigne par type B une « évaluation d'une composante de l'incertitude de mesure par d'autres moyens qu'une évaluation de
type A de l'incertitude. »
Ces incertitudes sont parfois assez difficiles à quantifier ; elles sont liées à la maitrise du processus de mesurage et à l'expérience de l'opérateur. Elles peuvent être évaluées à partir d'informations :
- de valeurs publiées faisant autorité : notices constructeur ;
- obtenues à partir d'un certificat d'étalonnage avec une incertitude précisée avec son facteur d'élargissement ;
- ou à partir de la classe d'exactitude d'un instrument de mesure vérifié ;
- obtenues à partir de limites déduites de l'expérience personnelle ;
- autres informations : la résolution d'un indicateur numérique, les effets de la température…

#### Exemples
| Information                            | Évaluation de l'écart-type                        |
| -------------------------------------- | ------------------------------------------------- |
| Donnée constructeur                    | f(donnée)                                         |
| Incertitude d'étalonnage               | {\displaystyle u(x)={\frac {U}{k}}}               |
| Classe de vérification donnée ± α      | {\displaystyle u(x)={\frac {\alpha }{\sqrt {3}}}} |
| Résolution d'un indicateur numérique q | {\displaystyle u(x)={\frac {q}{2{\sqrt {3}}}}}    |
| Effets de la température               | Voir exemple type                                 |

D'autres exemples sont donnés dans l'exemple type.

## Détermination de l'incertitude élargie

### Démarche type
1. Enregistrer, pour n mesures du même mesurande le résultat brut moyen de mesurage {\displaystyle {\bar {x}}} ;
2. Corriger éventuellement des erreurs systématiques : justesse, température… ;
3. Rechercher les causes d'incertitudes ; on distinguera :
  1. Les causes de type A :
    - répétabilité : instrument, méthode, observateur identiques…
    - reproductibilité : observateurs, parfois instruments différents…

  2. Les causes de type B : justesse résiduelle, résolution, étalons… ;
4. Calculer les écarts types :
  1.     - type A : calculer pour l'ensemble des n mesures l'écart-type expérimental ua ; en déduire, si besoin, l'écart-type sur la moyenne {\displaystyle u_{\bar {x}}={\frac {u_{a}}{\sqrt {n}}}} ;
    - type B : évaluer les écart-types expérimentaux ubj ;

  2. calculer l'incertitude-type composée (ici sur la moyenne) : {\displaystyle u_{c}={\sqrt {(u_{\bar {x}})^{2}+\sum _{j=1}^{n}(u_{bj})^{2}}}}
5. Exprimer les résultats :

- calculer l'incertitude élargie U = k uc avec un facteur d'élargissement k = 2 ;
- exprimer le résultat corrigé du mesurage avec son incertitude et son facteur d'élargissement[10].

### Exemple type
On suppose qu'un opérateur de métrologie, accoutumé, veut mesurer la longueur d'une éprouvette en aluminium de longueur 100 environ, avec son incertitude. Pour cela il effectue six mesures individuelles avec un pied à coulisse à vernier au 2/100e dont l'erreur systématique (erreur de justesse) après vérification est Δ = - 0,02 mm ± 0,002 mm par rapport à une valeur vraie de 100 mm. La température de l'environnement général est évaluée à 30 ± 1 °C.
Il enregistre les résultats suivants : 100,02 ; 100,01 ; 99,99 ; 100,02 ; 100 ; 100,02 dont la somme vaut 600,06.
| N° | Étape                 | Complément 1              | Complément 2               | Expression*                             | valeur finale*          |
| -- | --------------------- | ------------------------- | -------------------------- | --------------------------------------- | ----------------------- |
| 1  | Résultat brut moyen   |                           |                            | xbar                                    | 100,01                  |
| 2  | Corrections           |                           | due à l'erreur de justesse |                                         | 0,02                    |
| 2  | Corrections           |                           | due à la dilatation        |                                         | - 0,014                 |
| 2  | Corrections           | résultat corrigé          |                            | 100,01 + 0,02 - 0,014                   | 100,016                 |
| 3  | Causes d'incertitudes | de type A                 | répétabilité               |                                         |                         |
| 3  | Causes d'incertitudes | de type B                 | B0 : incertitude étalon    |                                         |                         |
| 3  | Causes d'incertitudes | de type B                 | B1 : résolution            |                                         |                         |
| 3  | Causes d'incertitudes | de type B                 | B2 : justesse résiduelle   |                                         |                         |
| 3  | Causes d'incertitudes | de type B                 | B3 : température           |                                         |                         |
| 3  | Causes d'incertitudes | de type B                 | B4 : coef. de dilatation   |                                         |                         |
| 4  | Écarts types          | type A                    | répétabilité du mesurage   | u a                                     | 0,01265                 |
| 4  | Écarts types          | type A                    | écart type sur la moyenne  | ux bar = 0,01265 / √6                   | 0,0052                  |
| 4  | Écarts types          | type B                    | U étalon                   | négligé                                 |                         |
| 4  | Écarts types          | type B                    | résolution                 | ub1 = 0,02 / 2 √3                       | 0,0058                  |
| 4  | Écarts types          | type B                    | erreur de justesse         | ub2 = 0,002 / 2                         | 0,001                   |
| 4  | Écarts types          | type B                    | température                | ub3 = 0,0014 / 3                        | 0,00047                 |
| 4  | Écarts types          | type B                    | coef. de dilatation        | négligé                                 |                         |
| 4  | Écarts types          | incertitude type composée | uc                         | √ 0,00522 + 0,00582 + 0,0012 + 0,000472 | 0,0079                  |
| 5  | Résultats             | incertitude élargie       |                            | U = 2 x 0,0079                          | 0,0158                  |
| 5  | Résultats             | * unités : mm             |                            | Résultat corrigé du mesurage            | 100,016 ± 0,016 (k = 2) |

Le résultat pourrait être arrondi à 100,02 mm ± 0,02 mm (k = 2).

### Présentation industrielle
Voir l'exemple précédent sur tableur.
- Mesurage avec évaluation d'incertitude, exemple sur tableur.

Voir un autre exemple avec procédure dans l'article Métrologie dans l'entreprise.

## Incertitude et tolérance
Le concept d'incertitude a été développé pour répondre aux besoins d'exactitude dans les laboratoires et l'industrie.
- les produits sont fabriqués dans des tolérances de fabrication, soit IT la tolérance d'un mesurande ;
- les mesurages sont effectués dans des processus de mesure avec des moyens de mesure ayant leur incertitude propre, soit U l'incertitude élargie du moyen de mesure.

Conventionnellement, il a été créé un rapport admissible entre incertitude et tolérance dans le but, entre autres, de simplifier le choix des moyens de mesure. Cette relation s'écrit